# Панютин, Степан Фёдорович
Степан Фёдорович Панютин (1822—1885) — статс-секретарь Е. И. В., тайный советник, Виленский губернатор, главный уполномоченный Красного Креста во время русско-турецкой войны 1877—1878 гг. в которой сражался и его брат Всеволод.

## Биография
Степан Панютин по происхождению своему принадлежал к древнему дворянскому роду, записанному по Нижегородской губернии. Родился 23 октября 1822 года от брака отца его, Феодора Сергеевича с Надеждой Евграфовной Мерлиной (из дворян Московской губернии). После первоначального домашнего воспитания С. Ф. Панютин в 1832 году был определён в Пажеский корпус, откуда, однако, по неспособности в военной службе, был выпущен в 1842 году для определения к статским делам.
Панютин поступил тогда же чиновником для письма в собственную канцелярию наместника Царства Польского — князя Паскевича-Эриванского, очень хорошо знавшего отца Панютина, который в то время командовал одной из дивизий, расположенных в пределах Царства. Пройдя последовательно разные канцелярские должности, молодой Панютин вскоре был назначен чиновником особых поручений при наместнике-фельдмаршале. В этой должности был послан оказать помощь населению Радомской губернии, пострадавшему от сильного разлива реки Вислы и развившейся вследствие этого эпидемии тифа. Разъезжая по деревням для облегчения страданий страждущих и раздачи им денег, С. Ф. Панютин заразился сам и едва не умер. За успешное исполнение своего поручения Панютин был награждён званием камер-юнкера двора Е. И. В.
Затем Панютин находился в свите наместника, то есть при Императорской Главной квартире действующей армии во время непродолжительного Венгерского похода, был очевидцем многих сражений и в то же время состоял при Полномочном комиссаре австрийского правительства для облегчения связи последнего с русскими войсками и за своё усердие к службе удостоился по окончании кампании ордена Святого Стефана 4-й степени. Кроме того, Панютин был назначен секретарём бывшей в Варшаве конференции между российским и австрийским правительствами по определению долговой суммы за продовольствие наших войск в пределе Австрийской империи.
Продолжая и после этого состоять при наместнике Царства Польского князе Паскевиче в должности чиновника особых поручений, Панютин сопровождал его в 1854 году в Бухарест, куда князь направился в звании главнокомандующего российских войск, расположенных по западной и южной границам и направленных для действий против турок во время Крымской войны. Сильная контузия, полученная И. Ф. Паскевичем 27 мая 1854 года при осаде крепости Силистрии на Дунае, вынудила князя оставить театр военных действий и возвратиться в Варшаву, где он скоро и скончался (20 января 1856 года). Панютин вместе с Паскевичем покинул действующую армию и находился до самой его кончины в Варшаве. Он с великой благодарностью относился к памяти князя Паскевича, портрет которого, а также и фотографическая копия с памятника фельдмаршала неизменно висели в кабинете Панютина до конца жизненного его пути.
С назначением наместником Царства Польского князя M. Д. Горчакова Панютин не нашел возможным продолжать службу в Варшаве и был причислен к Министерству внутренних дел Российской империи, и только вспыхнувший мятеж в Северо-западном крае вновь призвал Панютина в польскую столицу, но не надолго: он был назначен в 1863 году председателем Следственной Комиссии для разбора дел по политическим преступлениям и обратил на себя внимание графа M. H. Муравьёва (в то время генерал-губернатора Западного края), по представлению которого и был назначен губернатором в Вильну.
В должности губернатора Виленской губернии С. Ф. Панютин стал одним из ближайших сотрудников как графа Муравьёва, так и его преемников — К. П. фон-Кауфмана и графа Э. Т. Баранова, принимавших решительные меры для усмирения польского восстания в западных губерниях, к возможному устранению его на будущее время, а также к обеспечению крестьянского населения этих местностей землёй и доставлению им независимости от бывших их помещиков. Панютин много заботился о постройке православных церквей, об обеспечении быта православного духовенства, об обучении в народных школах русскому языку и о придании ему того значения, которое он должен был иметь в Западном крае. Одним словом, Панютин является выдающимся деятелем в борьбе с польским влиянием; как таковой, он и подвергся нападкам в некоторых органах российской печати того времени.
В 1866 году в Вильне появилась холера, быстро развивавшаяся вследствие местных условий (как-то: густонаселенных домов, узких улиц, маленьких дворов, грязного содержания домов и улиц и т. д.). Благодаря личным энергическим заботам губернатора эпидемия скоро прекратилась, и признательное городское общество просило Панютина принять звание почётного гражданина города Вильны. Но он скромно отказался от этой чести. Когда с назначением виленским генерал-губернатором генерала A. Л. Потапова последовали изменения в отношении мер дальнейшего обрусения края, Панютин оказался вынужденным в 1868 году оставить свою службу в Вильне.
Он был снова причислен к Министерству внутренних дел с производством в чин тайного советника. По этому поводу существует рассказ, что перед оставлением Вильны Панютин имел разговор с предшественником Потапова, графом Барановым, сообщившим Панютину, что он заготовил уже представление о назначении ему майората в Ковенской губернии в 5000 рублей дохода. Панютин вспылил и сказал, что он должен был конфисковать и конфисковал имения мятежников, но никак не с тем, чтобы они или их дети могли когда-либо сказать, что он делал это для того, чтобы передать чужие имения своим детям и внукам, и что поэтому он откажется от такой монаршей милости, если она уже состоялась. Баранов довёл этот разговор до сведения императора Александра II, который назначил Панютину при его причислении к Министерству пожизненное содержание в шесть тысяч рублей.
Состоя при Министерстве внутренних дел, Панютин сделался скоро членом, а затем и видным деятелем Общества Красного Креста находившегося под патронажем императрицы Марии Александровны. События на Балканском полуострове, предшествовавшие войне с Турцией, и, в особенности, кровавая борьба в Черногории побудили Общество Красного Креста послать в Цетине все необходимые средства для подачи раненым необходимой помощи. С этой целью был снаряжен в Черногорию особый отряд под начальством главноуполномоченного Обществом П. А. Васильчикова, вскоре по семейным обстоятельствам вернувшегося в Россию. На место его прибыл в Цетине (9 мая 1876 года) Панютин, вложивший всю свою душу в дело помощи жертвам геройского народа. Деятельность отряда Красного Креста за это время чрезвычайно расширилась: приходилось помогать и черногорскому войску, и черногорскому народу, и его переселенцам. Приехав 15 мая 1876 года в Цетине, Панютин вступил в управление санитарным отрядом и стал ежедневно обходить местные больницы, не раз ездил в Негуши, чтобы устроить там главную больницу, распоряжался всем с особенной энергией и, благодаря этому, весь санитарный персонал, ухаживавший за больными, явился образцом человеколюбия и милосердия. Труды Панютина были оценены в письме к нему князя Николая Черногорского от 17 октября 1876 года, — перед отъездом Панютина из Цетине, — в котором князь благодарил Панютина за его безграничное усердие, ревностную деятельность и примерную распорядительность, благодаря коим дело благотворительности превзошло все ожидания и удовлетворило всем многочисленным и жесточайшим лишениям. Раненые, больные и неимущие в Черногории нашли в Панютине благодетеля, не отступавшего ни перед чем. Князь Николай наградил Панютина орденом князя Даниила 1-й степени, а император Александр II — орденом Святого Владимира 2-й степени за особые услуги, оказанные им черногорским раненым.
Но Восстание, охватившее Балканский полуостров, вынудило Россию явиться на защиту её единоплеменников, последствием чего явилось памятное движение русских войск чрез Балканские горы к стенам Константинополя в 1877—1878 году. Ko времени заключения перемирия в Сан-Стефано скопилось в разных пунктах на пути от Балканских гор до Константинополя огромное количество жертв войны, быстро пополнявшееся новыми; безусловно, необходимо было быстро удалить этих больных и раненых с театра войны, то есть было необходимо устроить правильную их эвакуацию, ранее тормозившуюся ходом военных действий. Это побудило главнокомандующего армией графа Э. И. Тотлебена предложить Панютину (14 мая 1878 года) после кончины князя Черкасского принять на себя звание председателя эвакуационной комиссии, вновь преобразованной для устройства правильной системы размещения раненых и больных по госпиталям и лазаретам, расположенным по южному склону Балкан, далее в пределы Российской империи.
Степан Фёдорович Панютин согласился и, явившись за Дунай в качестве уполномоченного Красного Креста, умело и быстро исполнил возложенную на него обязанность. Он обратил внимание на устроенный в Сан-Стефано склад белья, лекарств и госпитальных принадлежностей, который действовал до конца эвакуации, а также на офицерский госпиталь; кроме того, открыл бараки и госпитальные шатры в Андрианополе, Филиппополе, Софии, Казанлыке, Чаталдже, Горлу и др.; все эти военные госпитали снабжались всем необходимым со складов; санитарный персонал был усилен врачами и сестрами Красного Креста. Для облегчения эвакуации учреждены были особые эвакуационные и этапные пункты. Развивавшаяся с мая эпидемия вызвала усиленное передвижение больных и раненых на пароходах, на которых были сделаны необходимые приготовления к этому. Всё это дало возможность эвакуировать более 60 тысяч больных и раненых, причем благодаря правильной сортировке больных, строгому наблюдению при перевозке гигиенических условий и предоставлении больным необходимых удобств и несмотря на ограниченность финансирования, в пути умерло всего 75 человек (почти невозможный результат для того времени и описанных условий).
К 6 сентября 1878 года эвакуационная комиссия закончила порученное ей дело. Граф Тотлебен в письме к военному министру Милютину свидетельствовал об особенно полезной деятельности Панютина, благодаря усиленным трудам и разумной распорядительности которого была организована правильная эвакуация больных морем. При этом граф Тотлебен ходатайствовал о награждении Панютина, который и удостоился в конце 1878 года получить звание статс-секретаря его величества и одновременно был назначен товарищем председателя Главного управления Красного Креста. Панютин исполнял эту обязанность до конца своей жизни.
Следует упомянуть, что, посещая госпиталь в Сан-Стефано, Папютин получил солнечный удар, который, как полагают, был отдаленным началом его предсмертной болезни, до появления которой он очень короткое время служил с графом Тотлебеном в Одессе (в бытность его временным одесским генерал-губернатором), заведуя гражданской частью по управлению всего Новороссийского края. Здесь Панютин получил анонимное извещение за подписью Комитета анархистских партий, что он обречён на казнь, а в случае неудачи смерть должна была постичь его дочь, лечившуюся в то время в Крыму. По возвращении из Одессы в 1880 году Панютин принялся было за написание мемуаров, но у него в 1883 году отнялись пальцы правой руки. Он стал было приучать себя писать левой рукой, но врачи это ему запретили, однако не смогли остановить развития прогрессивного паралича, вследствие которого С. Ф. Панютин скоро лишился и левой руки. Затем он около двух лет стойко боролся он с тяжким недугом, не произнося ни ропота, ни жалобы на своё положение.
Степан Фёдорович Панютин умер 4 октября 1885 года в городе Санкт-Петербурге и был погребён в Воскресенском Новодевичьем монастыре.
На его похоронах священник Казанского собора Михаил Соколов произнёс надгробное слово, в котором указал, что умерший Панютин, будучи человеком глубоких искренних убеждений, не скрывал их, не искал ни похвал, ни популярности, имел сострадательное сердце, всегда готовое самоотверженно послужить страждущему брату, и был притом человеком, ничего не ищущим и ни о чем не просящим; помимо того он был чрезвычайно трудолюбив, энергичен, скромен и бескорыстен.
В «Русской старине» говорилось, что после Панютина осталось немало интересных бумаг.
Степан Фёдорович Панютин был с 1844 года женат на фрейлине Любви Фёдоровне Миркович (1821 — 4 октября 1885).